# Eddy Mundela Kanku
Pour les articles homonymes, voir Mundella et Kanku.
Eddy Mundela Kanku, né le 6 avril 1976 à Kisangani, est un docteur en médecine et homme politique de la république démocratique du Congo. 
Il est vice-président du Sénat depuis le 12 juin 2021,.

## Biographie
Eddy Mundela est né le 6 avril 1976 à Kisangani. Marié et père de famille, il est détenteur d’un diplôme de Doctorat en sciences biomédicales de la faculté de médecine de l’université de Kinshasa et d’un diplôme de Licence en sciences économiques de la faculté d’Économie de l’université Protestante au Congo.
Médecin généraliste, il a exercé la profession durant 15 ans au sein de plusieurs hôpitaux ainsi que dans certaines Organisations Non Gouvernementales. Il a servi l’État comme secrétaire particulier, chargé de missions au ministère du plan.
Acteur politique, il est membre de l’Union pour la démocratie et le progrès social (UDPS).
Au sein du Sénat, il est d'abord membre de la Commission politique, administrative, juridique et droits humains avant d'en devenir vice président.